# ロッキー・リン
ロッキー・リン（Rocky Lin、本名：林 明佳（リン・ミンチャ）、1967年6月20日 - ）は、台湾の元プロボクサーである。彰化県出身。
台湾出身者初のプロボクサーで初の世界挑戦者でもある。

## 来歴
アマチュアで63戦58勝（30KO・RSC）5敗の成績を残し、1987年、東京・ロッキージムの開行憲会長にスカウトされ来日。リングネーム「ロッキー・リン」を貰う。日本代表としてロス五輪入賞黒岩守とスパーリング。
1988年5月23日、プロデビュー（6回判定勝ち）。
1990年3月9日、7戦目で日本ストロー級（現:ミニマム級）王座獲得。その後、7度の防衛に成功し、世界ランキングもWBC1位に浮上。世界初挑戦が決定した1992年9月、王座返上。
1992年10月11日、後楽園ホールで指名挑戦者としてWBC世界ストロー級王者リカルド・ロペス（メキシコ）に挑戦。2回、王者の強烈な左フックをまともに受け、大の字に失神。そのままKO負けとなり、世界王座奪取ならず。この試合の前に同ジムに入門してきた4回戦選手にスパーリングで打ち込まれるなど、業界では無謀な挑戦と言われていたようだ。
1993年10月2日、1年ぶりの再起戦を初回TKO勝ち。この試合を皮切りに、5連続KO勝ち。
1998年8月23日、6年ぶりの世界再挑戦。横浜アリーナでのトリプル世界戦にてワンディ・チョー・チャレオン（タイ）とWBC世界ミニマム級暫定王座決定戦を争ったが、12回判定負け。またしても世界王座獲得はならなかった。この試合を最後に引退し、母国・台湾へ帰国。
現在は母国台湾の台北市立大学体育学部技撃学科の教授として後進の指導に当たっている。